# Карабай-Шемуршинське сільське поселення
Караба́й-Шемурши́нське сільське поселення (рос. Карабай-Шемуршинское сельское поселение) — муніципальне утворення у складі Шемуршинського району Чувашії, Росія. Адміністративний центр — присілок Карабай-Шемурша.

## Населення
Населення — 1163 особи (2019, 1412 у 2010, 1497 у 2002).

## Склад
До складу поселення входять такі населені пункти:
| Населений пункт           | Населення, осіб (2002) | Населення, осіб (2010) |
| ------------------------- | ---------------------- | ---------------------- |
| Карабай-Шемурша, присілок | 1068                   | 1090                   |
| Нове Буяново, присілок    | 429                    | 322                    |